# Raise Your Glass
Raise Your Glass (dosł. Podnieś swój kieliszek) – piosenka Pink pochodząca z jej pierwszej kompilacji Greatest Hits... So Far!!!. Tekst został napisany przez piosenkarkę, Tre' Shon Jenkinsa, Maxa Martina i Shellbacka. 6 października 2010 piosenkę wydano jako pierwszy singel z tego albumu.
Piosenka została doceniona przez większość krytyków i zyskała komercyjny sukces. Dotarła do pierwszych miejsc na listach przebojów m.in. w Stanach Zjednoczonych, gdzie w 2008 debiutował wcześniejszy singel Pink So What. Pink wykonała piosenkę na żywo w American Music Awards 2010 w Los Angeles.

## Lista utworów

### Digital/CD Single
1. "Raise Your Glass" – 3:23
2. "U + Ur Hand" (From Funhouse Live in Australia) – 4:14